# Heliga Treenighetens kyrka, Dabilje
Heliga Treenighetens kyrka (makedonska: Црква „Св. Троица“; translitteration: Tsrkva ''Sv. Troitsa'') är en makedonisk-ortodox kyrkobyggnad belägen i byn Dabilje, i Strumica kommun i den statistiska regionen Sydöstra regionen, i östra Nordmakedonien.
Kyrkan är helgad åt Treenigheten och tillhör Strumicas stift. 

## Bilder

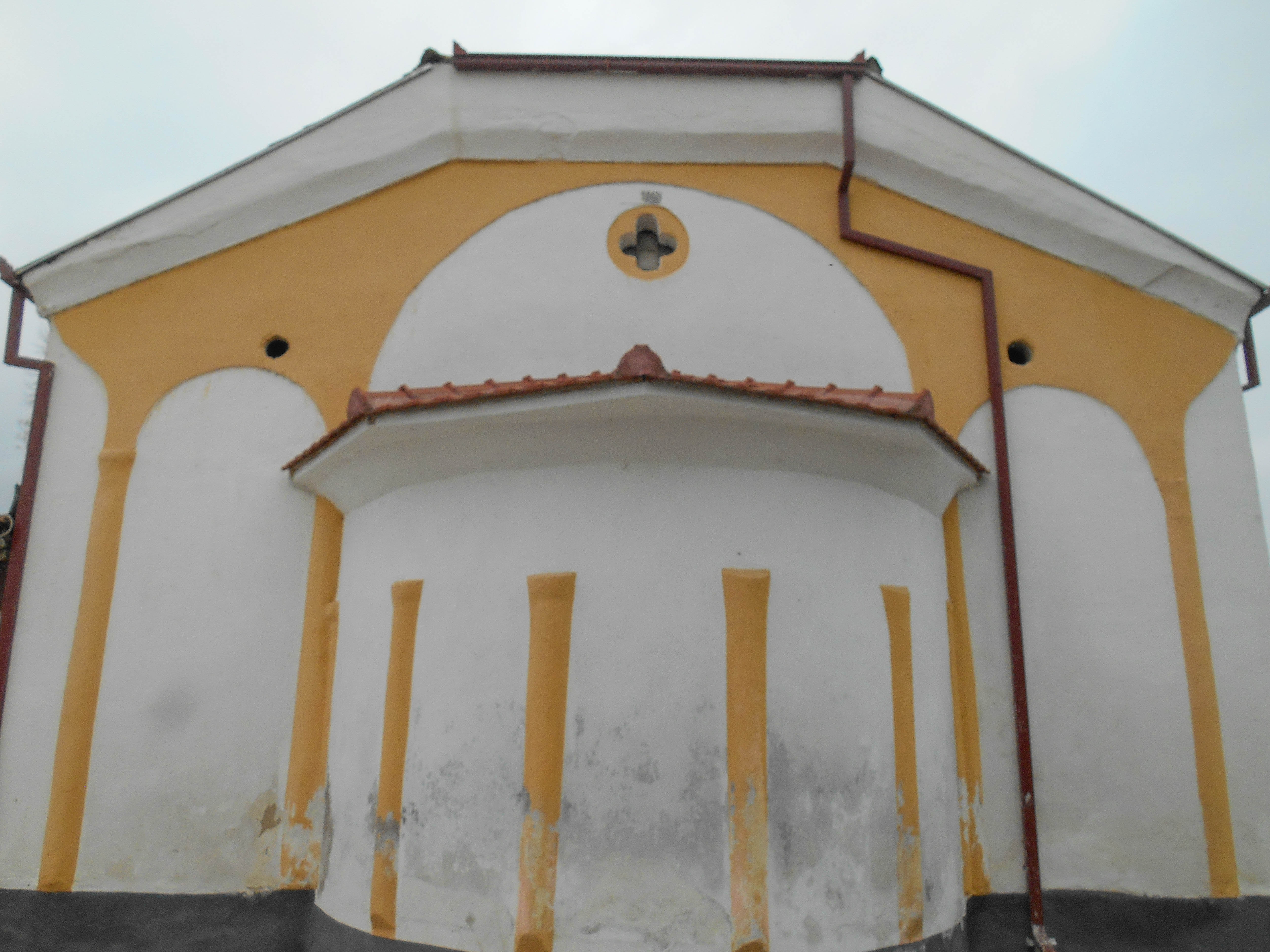
Absiden.
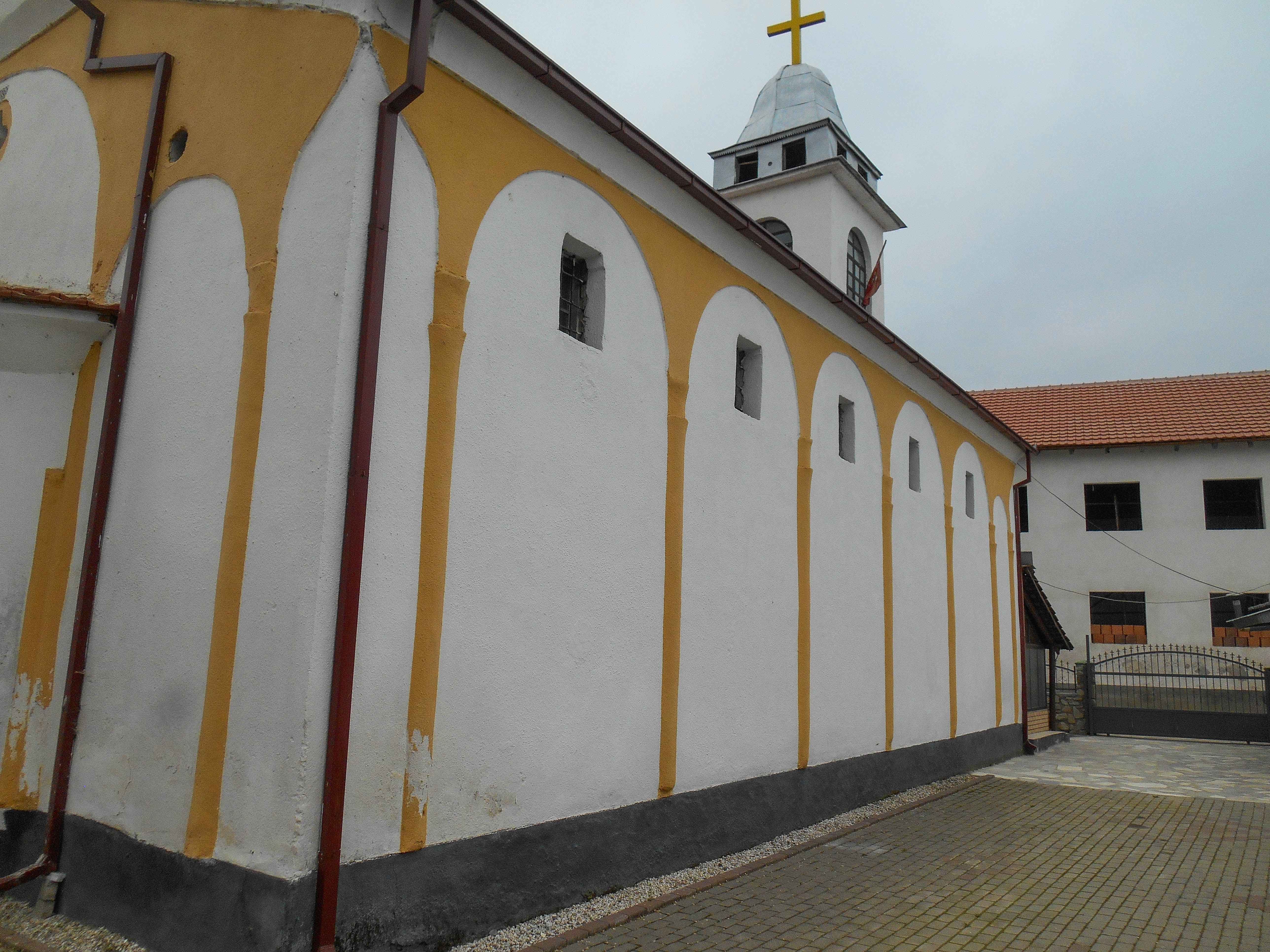
Närbild på exteriören.